# Хаиши (Местийский муниципалитет)
Хаиши (груз. ხაიში) — село в Грузии, на территории Местийского муниципалитета края (мхаре) Самегрело-Верхняя Сванетия.

## География
Село находится в северо-западной части Грузии, на левом берегу реки Ингури, на расстоянии приблизительно 44 километров (по прямой) к западо-юго-западу от посёлка городского типа Местиа, административного центра муниципалитета. Абсолютная высота — 594 метра над уровнем моря.

## Население
По результатам официальной переписи населения 2014 года в Хаиши проживало 174 человека (84 мужчины и 90 женщин). В национальной структуре населения грузины составляли 98,9 %.
| Год  | Население, человек |
| ---- | ------------------ |
| 2002 | 554                |
| 2014 | ↘ 174              |